# Gary Johnson
Gary Earl Johnson (Minot, 1º gennaio 1953) è un politico statunitense.
Nelle elezioni generali del 2016 è stato il candidato del Partito Libertario alla presidenza degli Stati Uniti.

## Biografia
Nasce il 1º gennaio del 1953 da Lorraine B. (nata Bostow), impiegata presso il Bureau of Indian Affairs, e da Earl W. Johnson, professore. Diplomatosi alla Sandia High School di Albuquerque, frequenterà poi l'Università del Nuovo Messico tra il 1971 e il 1975, laureandosi in Scienze Politiche. Mel 1994 diventa governatore del Nuovo Messico, battendo lo sfidante democratico Bruce King. Si ricandida nel 1998, battendo lo sfidante democratico, il sindaco di Albuquerque Martin Chávez, rimanendo così in carica fino al 2003, scadenza naturale del mandato.
Nel 2008, nonostante circoli il suo nome come possibile candidato repubblicano, decide di appoggiare il deputato Ron Paul, ex libertariano. Il 21 aprile 2011 si candida alle presidenziali 2012 per il Partito Repubblicano. La maggioranza dei suoi votanti si trovava in New Hampshire e, nonostante prenda parte a tutti i dibattiti (in uno risulta addirittura vincitore), si ritira prima dell'avvio dei voti. 
Il 29 novembre 2011 cambia partito e diventa il nominato libertariano, dopo essere stato scelto alla convention del partito con oltre il 70% dei voti al primo turno (battendo il vicepresidente del Comitato libertariano R. Lee Wrights). Johnson sceglie come suo candidato vicepresidente il giudice Jim Gray, approvato anche lui con oltre il 70%. Ottiene 1.275.956 voti, pari allo 0,99%, classificandosi terzo dietro a Barack Obama (democratico) e Mitt Romney (repubblicano).
Nel 2016 si ricandida alle primarie a campione per il Partito Libertariano. Tra i suoi sfidanti maggiori il programmatore e uomo d'affari John McAfee e il proprietario e fondatore del Libertarian Republican Magazine Austin Petersen. Dopo aver vinto col 42% le prime primarie nella Carolina del Nord, perde nel Missouri, dove i candidati indipendenti ottengono il 40% contro il 29% di Petersen, che viene da quello stato; tuttavia, la vittoria nei caucus del Minnesota col 75% e del Nebraska col 52% gli assicurano la nomination. Nonostante i dibattiti televisivi, non riesce a raggiungere la maggioranza assoluta di delegati nella Convention fermandosi al 49%, seguito da Petersen 21% e McAfee al 14%. Comunque, nel secondo ballottaggio, grazie al ritiro di candidati minori, ottiene il 55%, conquistando 518 delegati, e vince la nomination. Sceglie come vicepresidente l'ex governatore repubblicano del Massachusetts, William Weld. Il loro consenso era allora stimato al 9%, un livello di consenso in grado di drenare voti al candidato repubblicano Donald Trump in alcuni Stati chiave.
Tuttavia, dopo una gaffe televisiva in cui afferma di non sapere "cosa fosse" Aleppo, i suoi consensi cominciano a calare. Da settembre a novembre il suo gradimento passa dal 10% circa al 5%. Alla fine, nelle elezioni del 2016, riesce a ottenere solo il 3,28% dei consensi (4.489.341 voti). Il risultato rimane comunque il più alto nell'intera storia del partito, sia come percentuale sia come voto popolare.
Nel 2018 si candida al Senato per il Nuovo Messico, arrivando terzo col 15,38% dei consensi (107.201 voti).